# John Entwistle
John Alec Entwistle (9. oktober 1944 – 27. juni 2002) var en engelsk basguitarist, sangskriver, sanger og hornspiller, som var bedst kendt for at være basguitarist i verdensklasse i det engelske rock band The Who.
John var født i en musikalsk familie og spillede flere instrumenter som barn, primært horn, trompet og piano. 
Hans tilnavn Thunderfingers hentydede til hans specielle teknik kaldet typewriter, som groft sagt bestod i at slå på strengene med op til fire fingre ad gangen. Dette tillod ham at spille forbløffende hurtigt på bassen, hvilket høres allerede i bassoloen i My generation. Teknikken blev lydmæssigt kombineret med en diskantrig forstærker-indstilling kaldet full treble – full volume, og har inspireret andre topbassister uden dog at nå samme brede anvendelse som fx slap-teknikken.
Selvom han holdt sig i baggrunden på scenen, havde han en fremtrædende plads i The Who's lydbillede, som gik udover den traditionelle bassist-rolle. Han kunne rytmisk matche Keith Moons trommespil, og hans stil og forstærker set-up tillod ham endda at spille lead-figurer, når sangene krævede en "2.guitar" udover Pete Townshends; dette høres især på Live-udgaverne af Pinball Wizard.
Entwistle blev optaget i Rock and Roll Hall of Fame som medlem af Who i 1990.
Efter The Who's opløsning spillede han i talrige andre sammenhænge, ligesom han frem til sin død i 2002 spillede med ved alle deres reunion-optrædener.
En læserafstemning i Roling Stone har i 2011 kåret ham som #1 blandt "Bedste bassister gennem tiderne"  I 2020 rangerede samme magasin ham som #3 på redaktionens liste over de 50 størsrte bassister gennem tiderne.

## Opvækst
John Entwistle startede med at gå til pianoundervisning som syvårig, men han var ikke glad for dette instrument, og da han blev optaget på Acton County Grammar School som elleveårig, skiftede han til trompet. Herefter skiftede han til fransk horn og blev medlem af "Middlesex Schools Symphony Orchestra". Han traf på Pete Townshend året efter og de dannede et traditionelt jazzorkester med navnet "the Confederates". Efter blot en offentlig optræden blev de enige om, at rock and roll ville give bedre muligheder for succes. Entwistle var imidlertid ikke tilfreds med blæserinstrumenter i et Rock Band og skiftede til at spille guitar. Han var især inspireret af Duane Eddys lave toner og gik derfor over til at spille bas. He made his own instrument at home, Roger Daltrey, som var blevet bortvist fra Acton County, gav Entwistle tilbud om at spille bas i sit band, the Detours.
Entwistle insisterede på, at Pete Townshend blev en del af Bandet, som nu bestod af Entwistle, Townshend og trommeslager Doug Sandom , en semi-professionel musiker, der var flere år ældre end  de andre. Daltrey overlod rollen som guitarist til Townshend i 1963 for selv at blive frontmand og ledende vokal. 

## Karriere

### The Who
Tekst mangler, hjælp os med at skrive teksten